# حارة المزرعة (صنعاء)

تعديل مصدري - تعديل

حارة المزرعة هي إحدى حارات حي مسيك بمديرية شعوب إحد مديريات العاصمة اليمنية صنعاء، بلغ تعداد سكانها 2696 نسمة حسب تعداد اليمن لعام 2004.